# Bryde
Bryde (latin: villicus = 'forvalter') var det ord, man brugte i Danmarks ældre middelalder om en godsbestyrer. Det var den person, der havde opsynet med trællene på en andens ejendom. Ofte var bryden selv træl, men han kunne også være en anselig mand, når han tjente en stormand eller måske selve kongen. Fællesbryden havde medejendomsret til den gård, han drev eller snarest til dens besætning og driftsredskaber. I den senere middelalder gik bryde over til at betyde en fæstebonde.
Af DSE fremgår, at bryden oprindeligt var den, der uddelte føden til husets folk "bryder brødet". Ordet blev i 1000-1200 anvendt om godsforvalteren herunder også kongens lensmænd. Senere kom ordet til at betegne en forvalter af en større gård ofte med en række tilhørende mindre gårde, der ydede hoveri til driften af brydegården. Bryden aflagde regnskab for driften og betalte en del af heraf til jordejeren (i modsætning til fæstebonden, der ydede en fast årlig afgift). Efterhånden blev brydegård betegnelsen for en større fæstegård.

## Note
1. ↑   Poul Erik Olsen (red.): Dansk kulturhistorisk opslagsværk, bd. 1, 1991 ISBN 87-7423-079-4 side 108